# Черв'яга Менона
Черв'яга Менона (Uraeotyphlus menoni) — вид земноводних з роду Південноіндійська черв'яга родини Рибозмії.

## Опис
Загальна довжина тіла становить 20,7-24,5 см. За будовою схожа на інших представників свого роду. Має 166–172 кільців. У неї 4 рядки пластинчастих зубів. У середній частині стрункого тулуба присутні 3—4 ряди невеличких щитків. Забарвлення фіолетове або темно-сіре. кінчик носа та нижня щелепа білуваті. Черево мармурове.

## Спосіб життя
Воліє до вологого, багату перегноєм ґрунту. Мешкає на висоті близько 500 м над рівнем моря. Веде підземний спосіб життя. Живиться наземними безхребетними та їх личинками.
Самиця яйця відкладає в невеликих поглибленнях біля води. Личинки розвиваються у воді.

## Розповсюдження
Поширена в індійському штаті Керала.